# 薛晨 (足球运动员)
薛晨（1992年5月19日—），出生于江苏无锡，是职业足球运动员。目前效力于成都谢菲联，司职边前卫或边锋。

## 职业生涯
少年时代的薛晨曾跟随江苏舜天少年梯队进行训练，2005年时被鲁能足校相中，成为山东鲁能91-92年龄段梯队的一员，曾获2007年全国U17足球联赛冠军，2009年全国U19足球联赛冠军。
2011年，19岁的薛晨和鲁能足校队友刘尚坤一同被郝海涛挑中，加盟了中甲球队天津松江。薛晨很快稳坐球队主力右边锋位置，外教德维尔德甚至还用“骑着摩托车踢球”，来形容薛晨的速度之快。
2012年12月，与天津松江合同到期的薛晨来到崇明基地，加盟2013年中超新军上海东亚，成为东亚2013赛季内外引援的第一签。但是后来上海东亚宣布放弃签入薛晨，薛晨改投成都谢菲联。